# Amazon Air
Amazon Air, що працює під позивним Prime Air, є вантажною авіакомпанією, яка працює виключно для транспортування посилок Amazon. У 2017 році компанія змінила назву з Amazon Prime Air на Amazon Air, щоб відрізнитися від своєї служби доставки з допомогою дронів. Однак логотип Prime Air залишився на літаку. До січня 2021 року авіакомпанія покладалася на мокрий лізинг своїх літаків у інших операторів, але надалі вона планує отримати пряме володіння деякими літаками. Щодо літаків, якими володіє авіакомпанія, авіакомпанія все ще покладатиметься на інших щодо оренди CMI, надання екіпажу, технічного обслуговування та страхування.

## Історія

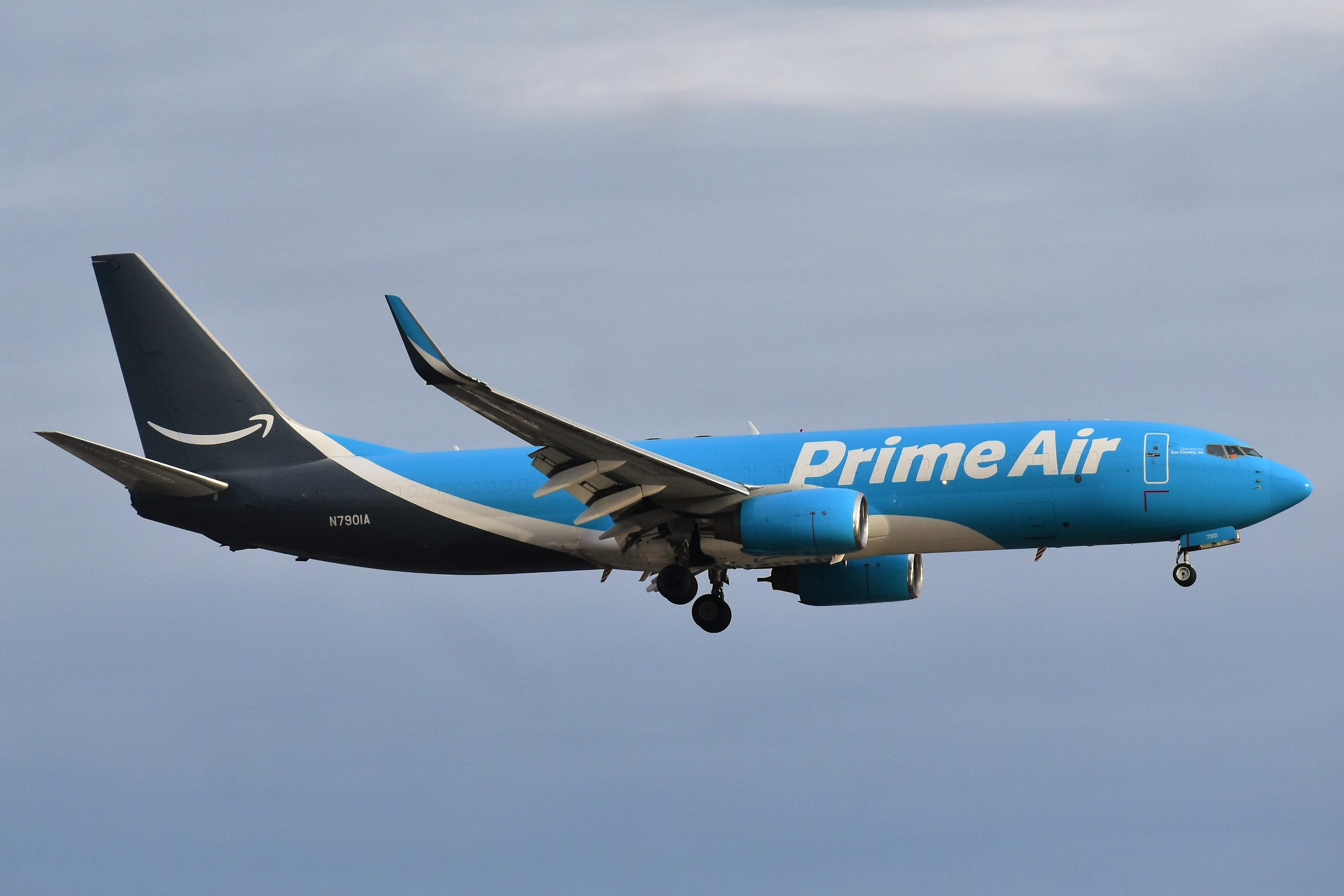
Boeing 737-800(BCF) Amazon Air, який експлуатує Sun Country Airlines.

Наприкінці 2015 року Amazon почав пробні рейси вантажів з Wilmington Air Park під кодовою назвою Project Aerosmith. У грудні 2015 року Amazon оголосив, що заснує власну вантажну авіакомпанію, щоб розширити свої можливості.
У березні 2016 року Amazon придбала опціони на покупку до 19,9 відсотка акцій Air Transport Services Group (ATSG) і розпочала регулярні операції з 20 літаками Boeing 767.
31 січня 2017 року Amazon оголосила, що Amazon Air зробить міжнародний аеропорт Цинциннаті/Північний Кентуккі (KCVG) своїм головним хабом і почала роботу 30 квітня 2017 року. Amazon отримав 40 мільйонів доларів податкових пільг і планує розпочати будівництво на 920-акрів (370 га) об'єкт з 3×106 фут2 (69-акрів; 28 га) сортувальний комплекс і стоянка для понад 100 вантажних літаків; вартість проекту оцінюється в 1,5 мільярда доларів.
У грудні 2017 року компанія, яка отримала назву Amazon Prime Air, оголосила про ребрендинг на Amazon Air, щоб уникнути плутанини зі службою доставки дронами Amazon Prime Air, хоча продовжує працювати під позивним «Prime Air».
Станом на червень 2018 року Amazon Air мала 20 із 33 вантажних літаків, які базувалися в міжнародному аеропорту Цинциннаті/Північний Кентуккі (KCVG), а решта літали між транзитними маршрутами через Сполучені Штати. Amazon Air мала переїхати в офісні приміщення в колишній штаб-квартирі Comair до березня 2018 року.
Amazon орендувала 10 додаткових літаків Boeing 767-300 у ATSG у грудні 2018 року.
Amazon завершив будівництво нового регіонального повітряного вузла в аеропорту Форт-Ворт Альянс (KAFW) і не перевозить сторонні пакунки.  Новий регіональний хаб розпочав роботу 2 жовтня 2019 року.
У 2019 і 2020 роках Amazon зобов’язався орендувати 10 додаткових літаків 767-300 у Air Transport Services Group, що призвело б до збільшення кількості активних літаків до 50. Перша фаза сортувального заводу CVG, що охоплює 440 акрів (180 га) планується завершити у 2020 році, а решта 479 акрів (194 га) буде розроблено до 2025–2027 років під час другого етапу. Зрештою Amazon планує мати понад 100 літаків на базі CVG із понад 200 щоденними рейсами та 15 000 співробітників.
У липні 2020 року Amazon Air забезпечила до шести мільйонів галонів екологічно чистого авіаційного палива (SAF), поставленого Shell Aviation і виробленого World Energy.
У вересні 2020 року Amazon зобов’язався придбати чотири літаки для власних операцій. Це перші літаки, які компанія матиме у власності, а не в оренді. Чотири літаки 767-300 раніше належали WestJet, яка придбала їх у Qantas у 2015 році. У січні 2021 року через пандемію COVID-19 пасажирські повітряні перевезення значно знизилися, а вантажні перевезення зросли, Amazon оголосила про завершення закупівлі 11 Boeing 767-300 у Delta Air Lines і WestJet.
У березні 2021 року Amazon використала свої гарантії на придбання міноритарної частки в Air Transport Services Group, материнській компанії суборендодавця Amazon Air Air Transport International. Угода була оцінена в 131 млн доларів за 13,5 млн акцій компанії. Amazon також має гарантії на придбання міноритарної частки Atlas Air Worldwide Holdings, материнської компанії Atlas Air.

## Операція
Основною функцією Amazon Air є транспортування пакетів Amazon із віддалених центрів виконання, які знаходяться за межами місцевої наземної мережі Amazon для конкретного регіону. Щойно замовлення покупця доставляється з віддаленого центру виконання до регіону покупця, воно або транспортується до регіонального центру сортування Amazon для доставки «останньої милі» Amazon Logistics або Поштовою службою США, або безпосередньо до місцевої станції доставки Amazon для доставки. доставка останньої милі Amazon Logistics.

## Напрямки
Авіакомпанія Amazon Air виконує регулярні рейси за такими напрямками:
| Хаби/фокусні міста |
| Майбутні напрямки  |
| Припинені напрямки |

| Країна                              | Місто                | IATA код | ICAO код | Аеропори                                                 | Примітки           |
| ----------------------------------- | -------------------- | -------- | -------- | -------------------------------------------------------- | ------------------ |
| Франція                             | Париж                | CDG      | LFPG     | Париж — Шарль де Голль                                   |                    |
| Німеччина                           | Кельн                | CGN      | EDDK     | Кельн/Бонн (аеропорт)                                    |                    |
| Німеччина                           | Ганновер             | HAJ      | EDDV     | Ганновер (аеропорт)                                      |                    |
| Німеччина                           | Лейпциг              | LEJ      | EDDP     | Лейпциг/Галле (аеропорт)                                 | [ 19 ]             |
| Італія                              | Кальярі              | CAG      | LIEE     | Кальярі (аеропорт)                                       | [ 20 ]             |
| Італія                              | Катанія              | CTA      | LICC     | Катанія (аеропорт)                                       | [ 21 ]             |
| Італія                              | Мілан                | MXP      | LIMC     | Мілан-Мальпенса (аеропорт)                               |                    |
| Італія                              | Рим                  | FCO      | LIRF     | Рим-Ф'юмічіно                                            | [ 22 ]             |
| Польща                              | Катовиці             | KTW      | EPKT     | Катовиці (аеропорт)                                      |                    |
| Іспанія                             | Барселона            | BCN      | LEBL     | Барселона (аеропорт)                                     |                    |
| Іспанія                             | Мадрид               | MAD      | LEMD     | Мадрид (аеропорт)                                        |                    |
| Об'єднане Королівство               | Castle Donington     | EMA      | EGNX     | Східний Мідландс (аеропорт)                              |                    |
| Об'єднане Королівство               | Лондон               | SEN      | EGMC     | Лондон-Саутенд                                           |                    |
| Сполучені Штати (Аляска)            | Анкоридж             | ANC      | PANC     | Анкоридж (аеропорт)                                      | [ 23 ]             |
| Сполучені Штати (Аляска)            | Фербанкс             | FAI      | PAFA     | Міжнародний аеропорт Фербенкс                            | [ 24 ]             |
| Сполучені Штати (Аризона)           | Фінікс               | PHX      | KPHX     | Фінікс — Скай-Гарбор (аеропорт)                          |                    |
| Сполучені Штати (Каліфорнія)        | Лос-Анджелес         | LAX      | KLAX     | Міжнародний аеропорт Лос-Анджелеса                       | [ 25 ]             |
| Сполучені Штати (Каліфорнія)        | Онтаріо              | ONT      | KONT     | Онтаріо (аеропорт)                                       | [ 26 ]             |
| Сполучені Штати (Каліфорнія)        | Ріверсайд            | RIV      | KRIV     | Марч (авіабаза)                                          | [ 27 ]             |
| Сполучені Штати (Каліфорнія)        | Сакраменто           | SMF      | KSMF     | Сакраменто (аеропорт)                                    |                    |
| United States (California)          | San Bernardino       | SBD      | KSBD     | Міжнародний аеропорт Сан-Бернардіно                      | [ 28 ]             |
| Сполучені Штати (Каліфорнія)        | Сан-Франциско        | SFO      | KSFO     | Сан-Франциско (аеропорт)                                 | [ 25 ]             |
| Сполучені Штати (Каліфорнія)        | Стоктон              | SCK      | KSCK     | Стоктон (аеропорт)                                       |                    |
| Сполучені Штати (Колорадо)          | Денвер               | DEN      | KDEN     | Денвер (аеропорт)                                        |                    |
| Сполучені Штати (Коннектикут)       | Бредлі (аеропорт)    | BDL      | KBDL     | Бредлі (аеропорт)                                        |                    |
| Сполучені Штати (Флорида)           | Маямі                | MIA      | KMIA     | Маямі (аеропорт)                                         |                    |
| Сполучені Штати (Флорида)           | Полк                 | LAL      | KLAL     | Lakeland Linder International Airport                    | [ 29 ]             |
| Сполучені Штати (Флорида)           | Тампа                | TPA      | KTPA     | Тампа (аеропорт)                                         | [ 26 ]             |
| Сполучені Штати (Джорджія)          | Атланта              | ATL      | KATL     | Атланта (аеропорт)                                       | [ 30 ]             |
| Сполучені Штати (Гаваї)             | Гонолулу             | HNL      | PHNL     | Міжнародний аеропорт Даніель К. Іноуе                    |                    |
| Сполучені Штати (Гаваї)             | Кахулуї/Мауі         | OGG      | PHOG     | Аеропорт Кахулуї                                         |                    |
| Сполучені Штати (Hawaii)            | Kona                 | KOA      | PHKO     | Міжнародний аеропорт Еллісон Онізука Кона в Кеахоле      | [ 31 ]             |
| United States (Айдахо)              | Бойсе                | BOI      | KBOI     | Аеропорт Бойсе                                           |                    |
| Сполучені Штати (Іллінойс)          | Чикаго               | ORD      | KORD     | Чикаго-О'Гара                                            | [ 25 ]             |
| Сполучені Штати (Іллінойс)          | Chicago/Рокфорд      | RFD      | KRFD     | Чиказький міжнародний аеропорт Рокфорд                   |                    |
| Сполучені Штати (Айова)             | Де-Мойн              | DSM      | KDSM     | Міжнародний аеропорт Де-Мойн                             | [ 32 ]             |
| Сполучені Штати (Канзас)            | Вічита               | ICT      | KICT     | Національний аеропорт Вічіта Дуайта Д. Ейзенхауера       | [ 33 ]             |
| Сполучені Штати (Луїзіана)          | Новий Орлеан         | MSY      | KMSY     | Міжнародний аеропорт «Новий Орлеан» імені Луї Армстронга | [ 34 ]             |
| Сполучені Штати (Меріленд)          | Балтимор             | BWI      | KBWI     | Міжнародний аеропорт Балтімор/Вашингтон Тергуда Маршалла |                    |
| Сполучені Штати (Міннесота)         | Міннеаполіс          | MSP      | KMSP     | Міжнародний аеропорт Міннеаполіс-Сент-Пол                |                    |
| Сполучені Штати (Міссурі)           | Канзас-Сіті          | MCI      | KMCI     | Міжнародний аеропорт Канзас-Сіті                         | [первинне джерело] |
| Сполучені Штати (Міссурі)           | Сент-Луїс            | STL      | KSTL     | Міжнародний аеропорт Ламберт—Сент-Луїс                   | [ 36 ]             |
| Сполучені Штати (Небраска)          | Омаха                | OMA      | KOMA     | Аеродром Еплі                                            | [ 37 ]             |
| Сполучені Штати (Нью-Джерсі)        | Ньюарк               | EWR      | KEWR     | Ньюарк-Ліберті                                           | [ 38 ]             |
| Сполучені Штати (Нью-Мексико)       | Альбукерке           | ABQ      | KABQ     | Альбукерке (аеропорт)                                    |                    |
| Сполучені Штати (Нью-Йорк)          | Нью-Йорк             | JFK      | KJFK     | Нью-Йорк — Джон Кеннеді                                  |                    |
| Сполучені Штати (Північна Кароліна) | Шарлотт              | CLT      | KCLT     | Шарлотт-Дуглас (аеропорт)                                | [ 26 ]             |
| Сполучені Штати (Огайо)             | Толідо               | TOL      | KTOL     | Аеропорт Толедо Експрес                                  |                    |
| Сполучені Штати (Огайо)             | Вілмінгтон           | ILN      | KILN     | Airborne Airpark                                         | [ 39 ]             |
| Сполучені Штати (Огайо/Кентуккі)    | Cincinnati/Covington | CVG      | KCVG     | Міжнародний аеропорт Цинциннаті                          | [ 26 ]             |
| Сполучені Штати (Орегон)            | Портленд             | PDX      | KPDX     | Портлендський міжнародний аеропорт                       |                    |
| Сполучені Штати (Пенсільванія)      | Аллентаун            | ABE      | KABE     | Міжнародний аеропорт Ліхай Веллі                         | [ 40 ]             |
| Сполучені Штати (Пенсільванія)      | Піттсбург            | PIT      | KPIT     | Міжнародний аеропорт Піттсбург                           | [ 41 ]             |
| Сполучені Штати (Пуерто-Рико)       | Сан-Хуан             | SJU      | TJSJ     | Міжнародний аеропорт імені Луїса Муньоса Маріна          | [ 42 ]             |
| Сполучені Штати (Род-Айленд)        | Провіденс            | PVD      | KPVD     | Міжнародний аеропорт Род-Айленд Т. Ф. Гріна              | [ 43 ]             |
| Сполучені Штати (Теннессі)          | Нашвілл              | BNA      | KBNA     | Міжнародний аеропорт Нашвілл                             | [ 44 ]             |
| Сполучені Штати (Техас)             | Остін                | AUS      | KAUS     | Міжнародний аеропорт Остін-Бергстром                     |                    |
| Сполучені Штати (Техас)             | Даллас — Форт-Верт   | DFW      | KDFW     | Даллас/Форт-Верт (аеропорт)                              |                    |
| Сполучені Штати (Техас)             | Даллас — Форт-Верт   | AFW      | KAFW     | Аеропорт Форт-Ворт Альянс                                |                    |
| Сполучені Штати (Техас)             | Х'юстон              | IAH      | KIAH     | Х'юстон-Інтерконтінентал                                 |                    |
| Сполучені Штати (Техас)             | Сан-Антоніо          | SKF      | KSKF     | Келлі Філд                                               | [ 26 ]             |
| Сполучені Штати (Вірджинія)         | Ричмонд              | RIC      | KRIC     | Міжнародний аеропорт Річмонд                             |                    |
| Сполучені Штати (Вашингтон)         | Seattle/Tacoma       | SEA      | KSEA     | Сіетл-Такома (аеропорт)                                  | [ 26 ]             |
| Сполучені Штати (Вашингтон)         | Спокан               | GEG      | KGEG     | Міжнародний аеропорт Спокан                              |                    |

## Флот
Amazon Air використовує літаки ATR 72, Boeing 737 і Boeing 767, усі з яких експлуатуються партнерами за контрактом, зокрема Atlas Air, Air Transport Services Group і ASL Aviation.
Станом на серпень 2022 року флот Amazon Air складається з наступних літаків.
| Літак                       | На обслуговуванні | На обслуговуванні | Замовлення | Оператор                          | Примітки                                                            |
| --------------------------- | ----------------- | ----------------- | ---------- | --------------------------------- | ------------------------------------------------------------------- |
| ATR 72-500F                 | 5                 | 5                 | —          | Silver Airways                    |                                                                     |
| Boeing 737-800 (BCF)        | 26                | 8                 | —          | Atlas Air                         |                                                                     |
| Boeing 737-800 (BCF)        | 26                | 12                | —          | Авіакомпанія Sun Country Airlines |                                                                     |
| Boeing 737-800 (BCF)        | 26                | 6                 | —          | ASL Airlines Ірландія             |                                                                     |
| Боїнг 767-200               | 12                | 6                 | —          | Міжнародний повітряний транспорт  |                                                                     |
| Боїнг 767-200               | 12                | 6                 | —          | ABX Air                           |                                                                     |
| Boeing 767-300ER (BDSF/BCF) | 54                | 33                | 8          | Міжнародний повітряний транспорт  | 8 додаткових літаків очікують переобладнання або доставки оператору |
| Boeing 767-300ER (BDSF/BCF) | 54                | 19                | 8          | Atlas Air                         | 8 додаткових літаків очікують переобладнання або доставки оператору |
| Boeing 767-300ER (BDSF/BCF) | 54                | 2                 | 8          | Cargojet Airways                  | 8 додаткових літаків очікують переобладнання або доставки оператору |
| Всього                      | 97                | 97                | 8          |                                   |                                                                     |

## Аварії та інциденти
- 23 лютого 2019 року літак авіакомпанії Atlas Air Flight 3591 (Boeing 767-300BCF, що виконує рейс Amazon Air) впав у затоку Трініті поблизу Анауака, штат Техас[49]. Аварія сталася приблизно 30 миль (48 км) південний схід від міжконтинентального аеропорту імені Джорджа Буша, коли літак підходив до аеропорту. Літак виконував регулярний рейс з Міжнародного аеропорту Маямі до Intercontinental Джорджа Буша. Усі троє людей, які були на борту (двоє членів екіпажу та один пасажир), загинули[50][51][52].